# Pax (Hilfsmaßeinheit)

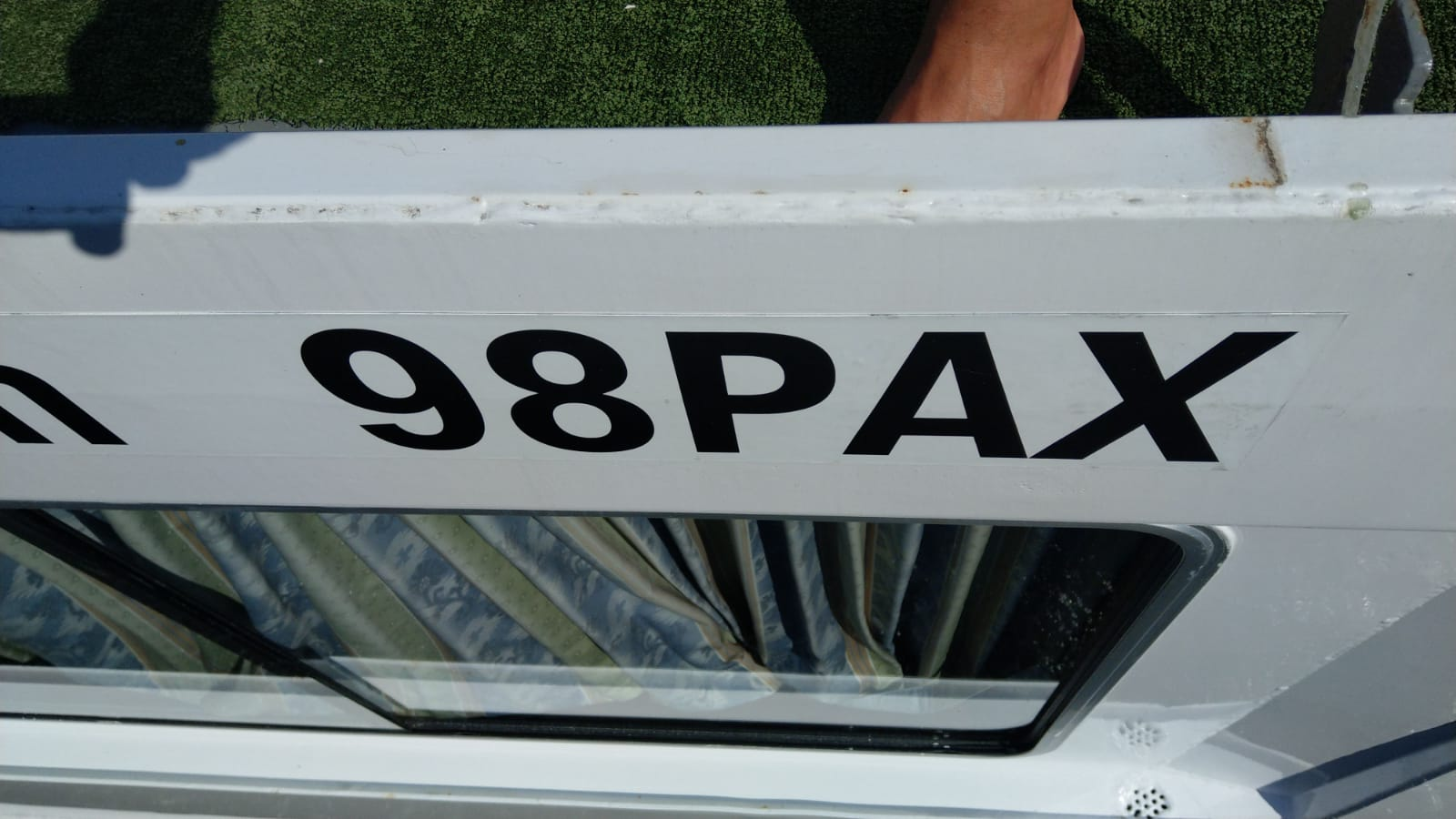
Beispiel an der Bordwand eines Kabinenfahrgastschiffes

PAX ist eine Hilfsmaßeinheit für die Anzahl von Passagieren in der Luftfahrt, Schifffahrt, für die Gäste in der Hotellerie und für die Besucher von Veranstaltungen aller Art. Bei Schifffahrtsgesellschaften oder Fluggesellschaften steht die Abkürzung „PAX“ für Passagiere bzw. Fluggäste.
In der Veranstaltungsplanung spricht man auch von pax/sqm (Gäste pro Quadratmeter). Je nachdem ob ein Event bestuhlt oder betanzt wird oder nicht, kommen Paxzahlen von 1 bis 5 („packed House“) pro Quadratmeter vor.
Der Begriff PAX für Passagiere wird anscheinend seit den 1940er Jahren in der Luftfahrt verwendet.

## Etymologie
Die Wortherkunft des Begriffs ist nicht eindeutig. Er geht vermutlich auf das englische passenger (Passagier) bzw. passengers (Passagiere) zurück, wie es auch in Sprachgebrauch der ICAO verankert ist. Im Englischen und vor allem in technischen Branchen markiert ein angehängtes x häufig eine Verkürzung (vgl. Tx = transmit / Rx = receive / Wx = weather / Dx = diagnosis).